# Panorpa hispida
Panorpa hispida är en näbbsländeart som beskrevs av George W. Byers 1993. Panorpa hispida ingår i släktet Panorpa och familjen skorpionsländor. Inga underarter finns listade i Catalogue of Life.